# Ка Лонга (Венеција)
Ка Лонга (итал. Ca' Longa) је насеље у Италији у округу Венеција, региону Венето.
Према процени из 2011. у насељу је живело 80 становника. Насеље се налази на надморској висини од 2 м.